# 게임머니
게임머니(Game Money)란 게임 내에서 통용되는 화폐를 말하는 것이다.

## 개요
여러 가지 게임들 중에서는 거래의 개념이 존재한다. 가장 흔한 예로, 롤플레잉 게임에서 ‘골드(Gold)’라는 것을 가지고 각종 무기나 아이템 등을 구입한다. 여기서 말하는 골드가 바로 게임머니이다.
그 밖에도 게임머니가 통용되는 게임의 예를 들자면 다음과 같다.
- 스타크래프트: ‘미네랄’과 ‘가스’라는 자원을 이용하여 군사를 생산하거나 건물을 짓는다.
- Trans' ~나와 나의 경계선~: 주인공은 생활 중에 번 약간의 돈으로 옷과 화장품 등을 구입하여 여장을 한다.

## 네트워크 게임
네트워크 게임에서도 게임머니가 통용된다. 일반적으로 게임을 하면서 얻는 것이지만 자신이 게임 제공자에게 돈을 기부하고 그 대가로 일정한 양의 게임머니를 받기도 한다. 이를 속된 말로 ‘현질’이라고 한다.
- 온라인 카드게임(고스톱, 포커) 등
- 온라인 롤플레잉 게임
- 기타 온라인 게임

대개 돈을 기부하여 받은 게임머니는 게임 중에 얻은 게임머니와 별개로 사용하도록 되어 있다.
- 예를 들어, 크레이지 아케이드와 카트라이더에서는 기부의 대가로 얻은 게임머니를 ‘캐쉬’, 게임 중에 얻은 게임머니를 ‘루찌’로 구분하며, 이 두 가지 게임머니를 서로 교환할 수 없도록 하였다.
- 리그 오브 레전드에서는 현금의 대가로 얻은 게임머니를 RP(라이엇 포인트), 게임 중 얻은 게임머니를 IP(영향력 포인트)로 구분하며, 이는 서로 교환될 수 없다.